# Natrijum karbonat
Natrijum karbonat, često pogrešno nazvan soda, jeste so natrijuma i ugljene kiseline (. Kao dodatak prehrambenim proizvodima nosi oznaku E500. Sve forme su bele, u vodi rastvorne soli. Sve forme imaju jako alkalni ukus i formiraju umereno alkalne rastvore u vodi. Istorijski ova so je ekstrahovana iz pepela biljki koje rastu na natrijumom batom zemljištu. Kako je pepeo ovih biljaka bogatih natrijumom bio je primetno različit od pepela iz drveta (nekada korištenog za proizvodnju potaše), natrijum karbonat je ostao poznat kao „sodni pepeo”. On se proizvodi u velikim količinama iz natrijum hlorida i krečnjaka putem Solvejovog procesa.

## Modifikacije
Natrijum karbonat je polimorfna supstanca, koja kristalizira u različitim kristalnim sistemima, u zavisnosti od pritiska i temperature. Može biti bezvodna ili sadržavati kristalnu vodu (hidrat).
- Bezvodni natrijum karbonat: Poznat i kao mineral natrit ili kao kalcinisana soda. To je beli prah koji se topi na 853 °C i ima gustoću od 2,51 g/cm³. Stvara se na temperaturama višim od 107 °C.
- Monohidrat, : Poznat i kao mineral termonatrit, stvara se na temperaturama višim od 35,4 °C iz heptahidrata.
- Dihidrat, : poznat i kao mineral pirsonit
- Pentahidrat, : mineral Gailusit ili natrokalcit.
- Heptahidrat, : Stvara se na temperaturama iznad 32,5 °C iz dekahidrata.
- Dekahidrat, : poznat i kao mineral soda ili kristalna soda, kristalizira se na temperaturama ispod 32,5 °C iz zasićenog rastvora natrijum karbonata.

Dekahidrat se formira iz vodenih rastvora kristalizacijom u temperaturnom opsegu -2,1 do +32,0 °C, heptahidrat u uskom opsegu 32,0 do 35,4 °C, a iznad te temperature monohidratne forme. Na suvom vayduhu dekahidrat i heptahidrat gube bodu i daju monohidrat. Drugi hidrati su opisani u literaturi, e.g. sa 2,5 jedinica vode po jednici natrijum karbonata (pentahemihidrat).

## Osobine
Kao so slabe ugljene kiseline reaguje sa jakim kiselinama koje iz njega istiskuju ugljen-dioksid. U vodi se rastvara oslobađajući toplotu te usled hidrolize daje bazni rastvor.

## Nalazišta
Veća nalazišta natrijum karbonata se nalaze u Egiptu (jezero Natron), istočnoj Africi (mnoga isušena jezera i vodotoci), Kaliforniji, Meksiku i južnoj Sahari.

## Upotreba
Natrijum karbonat se koristi još od antičkog doba. U starom Egiptu se koristio za mumificiranje, kao i za proizvodnju keramike, stakla te kao sredstvo za čišćenje. Danas se koristi u razne industrijske svrhe, te se smatra jednim od važnih hemijskih proizvoda. U svetu se godišnje proizvede oko 39 miliona tona sode (1997), a najveći deo se upotrebi u industriji stakla, proizvodnji sredstava za čišćenje i izbeljivanje, industriji papira i drugim.

### Proizvodnja stakla
Natrijum karbonat služi kao sredstvo za odvajanje silike, snižavanje tačke topljenja smeše do vrednosti ostvarive bez primene specijalnih materijala. Ovo „sodno staklo” je u izvesnoj meri rastvorno u vodi, te se dodaje kalcijum karbonat u istopljenu smešu da bi se formirano staklo učinilo nerastvornim. Boce i prozorsko staklo (sodno-krečnjačko staklo) je napravljeno topljenjem takvih smeša natrijum karbonata, kalcijum karbonata, i silicijumskog peska (silicijum dioksida (SiO2)). Kad se ovi materijali zagreju, karbonati oslobađaju ugljen dioksid. Na taj način, natrijum karbonat je izvor natrijum oksida. Sodno krečnjačko staklo je vekovima bilo najčešća forma stakla.

### Omekšavanje vode
Natrijum karbonat se koristio za omekšavanje vode putem uklanjanja  i . Ovi joni formiraju nerastvorne čvrste precipitate nakon tretmana sa karbonatnim jonima:
Natrijum karbonat je jeftin i u vodi rastvoran izvor karbonatnih jona.

### Prehrambeni aditivi i kuvanje
Natrijum karbonat je prehrambeni aditiv (E500) koji se koristi kao regulator kiselosti, agens za sprečavanje lepljenja, agens za podizanje testa, i stabilizator. On je jedna od komponenti kansui (かん水), rastvora alkalnih soli koje se koriste za davanje ramen knedlama njihovog karakterističnog ukusa i teksture. On se koristi u produkciji snusa za stabilizovanje pH vrednosti finalnog proizvoda. Natrijum karbonat se koristi u produkciji šerbet praha. Osećaj hlađenja i penjenja je rezultat endotermne reakcije između natrijum karbonata i slabe kiseline, obično limunske kiseline, čime se oslobađa ugljen dioksidni gas, do čega dolazi kad se šerbet ovlaži pljuvačkom. U Kini se on koristi u zameni za lužinu vodu u kori tradicionalnih kantonskih mesečevih kolača, i u mnogim drugim kineskim kuvanim pecivima i rezancima. U kuvanju, natrijum karbonat se ponekad koristi umesto natrijum hidroksida za zalužavanje, posebno u nemačkim perecama i lužnom pecivu. Ova jela se tretiraju rastvorom alkalne supstance da bi se promenio pH površine hrane i poboljšala pojava braon boje.

### Slaba baza
Natrijum karbonat se takođe koristi kao relativno jaka baza u raznim poljima. Kao uobičajena alkalija, poželjan je u mnogim hemijskim procesima, jer je jeftiniji od  i daleko bezbedniji za rukovanje. Zbog blagosti naročito se preporučuje njegova upotreba u primenama u domaćinstvu.
Na primer, on se može koristiti kao  regulator za održavanje stabilnih alkalnih uslova neophodnih za dejstvo većine fotografskih agenasa za razvijanje filma. On je uobičajeni aditiv vode u plivačkim bazenima i akvarijumima radi održavanja željene pH vrednosti i karbonatne tvrdoće (KH). U bojenju sa bojama koje reaguju sa vlaknima, natrijum karbonat (obično pod imenom kao što je fiksirajući sodni pepeo ili aktivirajući sodni pepeo) se koristi za osiguravanje odgovarajućeg hemijskog vezivanja boje sa celuloznim (biljnim) vlaknima, tipično pre bojenja (za vezivanje boje), pomešan sa bojom (za slikarske boje), ili nakon bojenja (za bojenje potapanjem).
Natrijum bikarbonat (3) ili pekarska soda, koji je isto tako komponenta aparata za gašenje požara, često se formira iz natrijum karbonata. Mada je sam NaHCO3 intermedijerni produkt Solvejevog postupka, zagrevanje je neophodno da bi se uklonio amonijak koji ga kontaminira. Pri tome se razlaže deo NaHCO3, te je ekonomičnije da se reaguje završni  sa :
U srodnoj reakciji, natrijum karbonat se koristi za pravljenje natrijum bisulfita (NaHSO3), koji se koristi za „sulfitni” metod odvajanja lignina od celuloze. On se koristi za uklanjanje sumpor dioksida iz dimnjačkih gasova u elektranama:
Ovaj vid primene postaje sve zastupljeniji, posebno tamo gde elektrane moraju da zadovolje strože kriterijume emisione kontrole.
Natrijum karbonat se koristi u industriju pamuka za neutralisanje sumporne kiseline neophodne za kiselinsko odvajanje pamučnih semenki.

### Razno
Natrijum karbonat je korišten u industriji cigle kao agens za vlaženje radi umanjenja količine vode potrebne za ekstrudiranje gline. U livenju, on je nazivan „vezujućim agensom” i korišten je da se omogući vlažnom alginatu da prione na gelirani alginat. Natrijum karbonat se koristi u pastama za zube, gde deluje kao agens za formiranje pene i kao abraziv, i za privremeno povećanje pH vrednosti usta.

## Literatura
- Comey, Arthur Messinger; Hahn, Dorothy A. (februar 1921). A Dictionary of Chemical Solubilities: Inorganic (2nd изд.). New York: The MacMillan Company. стр. 208–209.

- Seidell, Atherton; Linke, William F. (1919). Solubilities of Inorganic and Organic Compounds (2nd изд.). New York: D. Van Nostrand Company. стр. 633.
- Eggeman, T. (2011). „Sodium Carbonate”. Kirk-Othmer Encyclopedia of Chemical Technology. ISBN 978-0471238966. doi:10.1002/0471238961.1915040918012108.a01.pub3.
- Thieme, C. (2000). „Sodium Carbonates”. Ullmann's Encyclopedia of Industrial Chemistry. ISBN 978-3527306732. doi:10.1002/14356007.a24_299.

## Spoljašnje veze
Mediji vezani za članak Natrijum karbonat na Vikimedijinoj ostavi